# Am Römerholz
Am Römerholz è una villa progettata da Maurice Turrettini nel 1915 e si trova a Winterthur in Svizzera. Fu l'abitazione privata del collezionista svizzero Oskar Reinhart, oggi trasformato in un museo.

## La collezione Reinhart
La collezione Reinhart contiene diversi capolavori sotto la gestione della Confederazione Svizzera, Ufficio federale della cultura (Bundesamt für Kultur, Berna).
La collezione possiede dipinti di artisti tra cui
- Pierre-Auguste Renoir
- Eduard Manet
- Paul Cézanne
- Eugène Delacroix
- Théodore Géricault
- Camille Corot
- Honoré Daumier
- Jean-François Millet
- Gustave Courbet
- Edgar Degas
- Camille Pissarro
- Alfred Sisley
- Matthias Grünewald
- Lukas Cranach
- Vincent Van Gogh
  - Corsia dell'ospedale di Arles, 1889
  - Il cortile dell'ospedale di Arles, 1889
- Pieter Brueghel il Vecchio, Adorazione dei Magi nella neve, 1563
- Caspar David Friedrich, Le bianche scogliere di Rügen, 1818

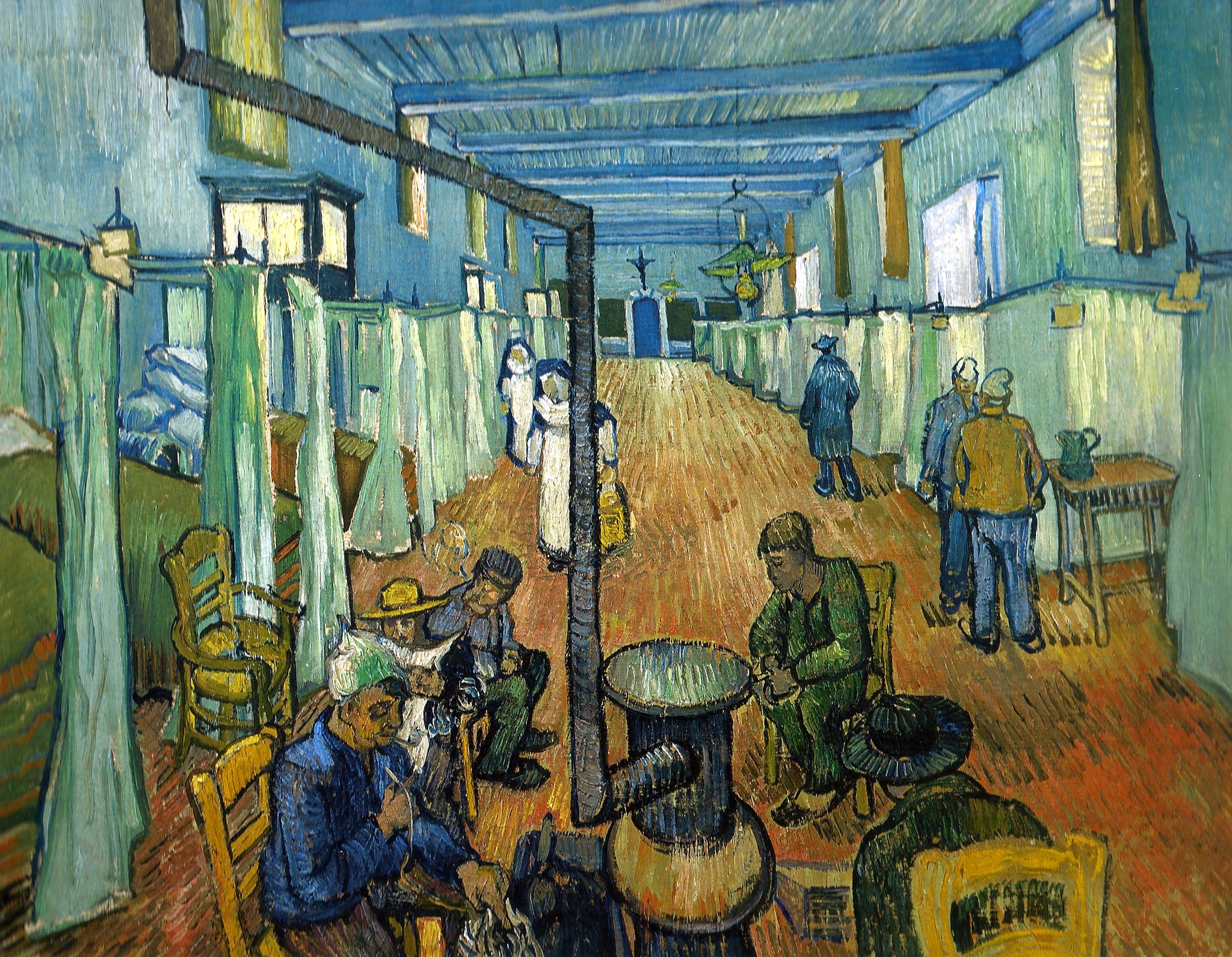
Vincent Van Gogh, Corsia dell'ospedale di Arles, 1889
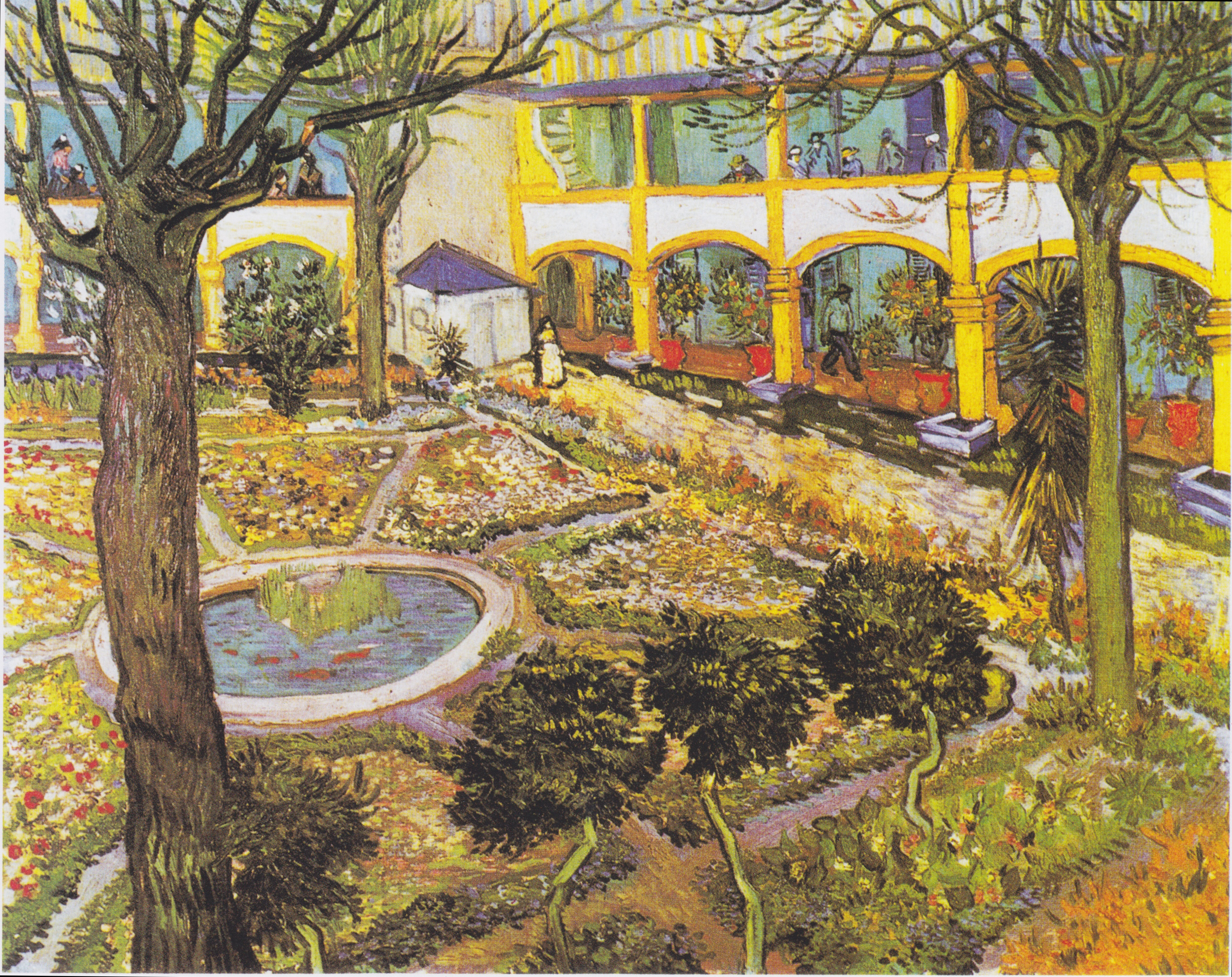
Vincent Van Gogh, Il cortile dell'ospedale di Arles, 1889
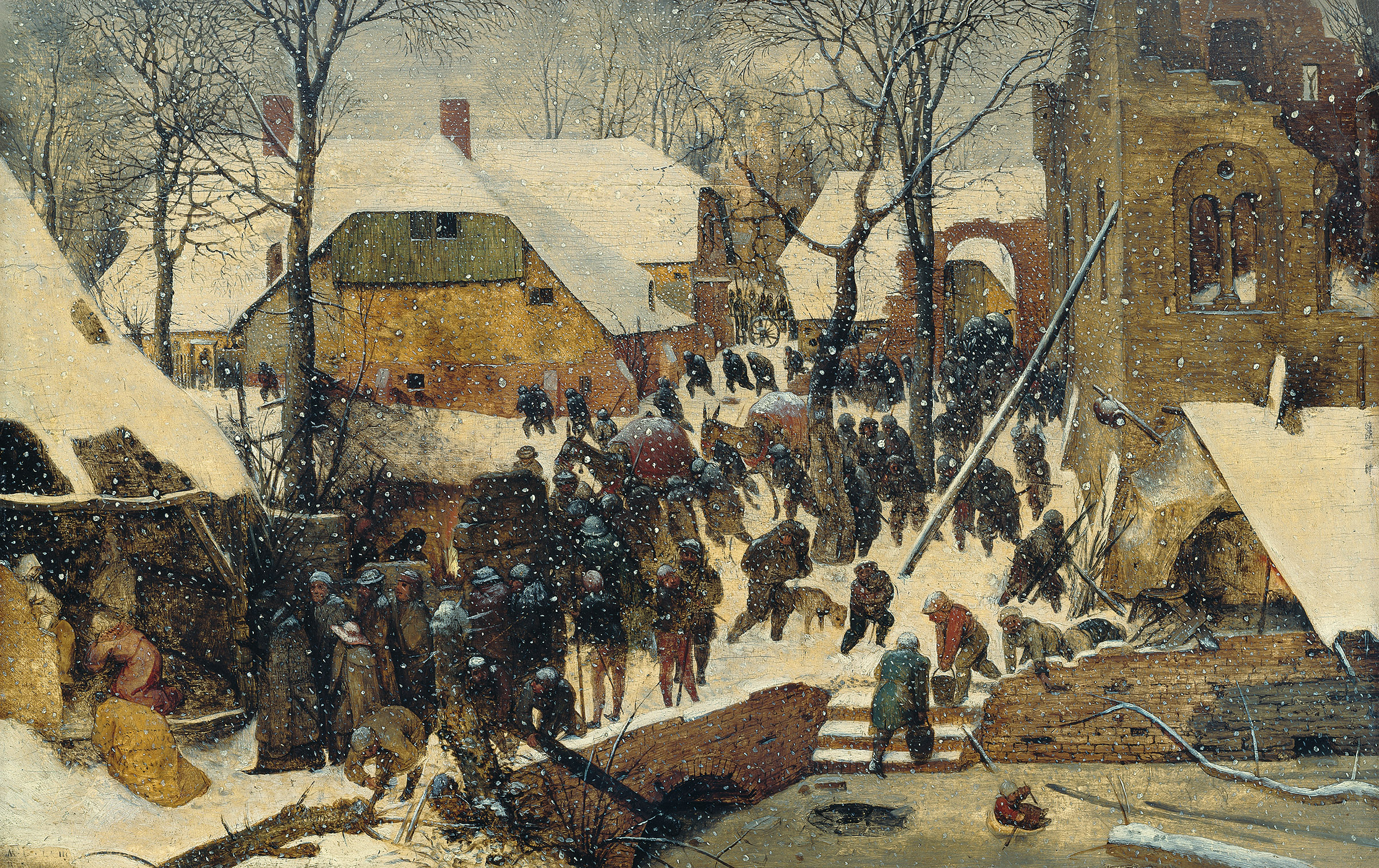
Pieter Brueghel il Vecchio, Adorazione dei Magi nella neve, 1563
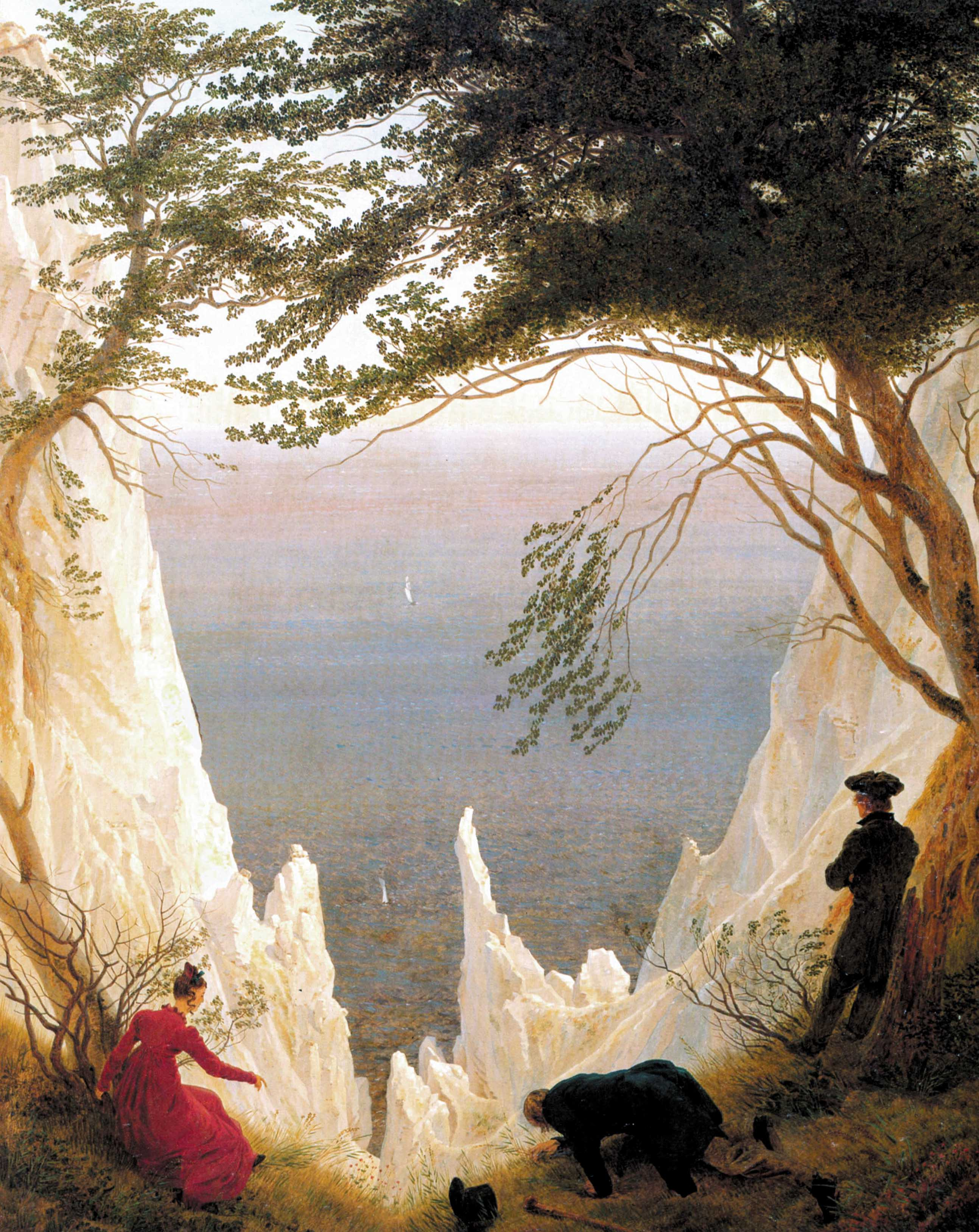
Caspar David Friedrich, Le bianche scogliere di Rügen, 1818